# Jonathan Kashanian
Yehonatan Kashanian, detto Jonathan (Ramat Gan, 15 gennaio 1981), è un personaggio televisivo israeliano naturalizzato italiano.

## Biografia
All'anagrafe Yehonatan, nasce a Ramat Gan, cittadina del Gush Dan, in Israele, figlio di genitori ebrei iraniani (e nipote di nonni uzbeki), emigrati a Milano quando aveva 3 anni. Per mantenersi impartisce lezioni private e fa il calligrafo (ricopia a mano inviti per negozi importanti). Nei primi anni 2000 sceglie la strada della moda: dopo il diploma di stilista, lavora tra sfilate e showroom. Nel 2004, su Canale 5, ha partecipato alla quinta edizione del Grande Fratello e vince il reality show con il 38% dei voti. Nel 2005 è nella giuria del programma Sei un mito su Canale 5.
Per tre edizioni (2005-08) è conduttore e autore di Modeland, format sulla moda di All Music. Dal 2006 al 2007 è inviato de La vita in diretta e di Festa italiana su Rai 1 e di Mezzogiorno in famiglia su Rai 2. Dal 2006 al 2016 è a Verissimo, dapprima ospite fisso, poi inviato, opinionista, esperto di moda, stilista e makeover designer; nell'ultima stagione a cui prende parte (2015-16) viene inviato in Italia e nel mondo per visitare i set cinematografici e di fiction.
Nel 2007 ha preso parte al film di Carlo Vanzina 2061 - Un anno eccezionale. Passa a LA7 come opinionista di Markette - Tutto fa brodo in TV, talk show di Piero Chiambretti, che segue nel 2009 su Italia 1 con il nuovo programma Chiambretti Night, accompagnando al pianoforte gli intermezzi musicali nel corso della prima edizione; mentre nella seconda ha ricoperto il ruolo di "inviato all'estero". Nel 2010 ha partecipato ad un cameo nel film A Natale mi sposo per la regia di Paolo Costella. 
Nel 2018 ha partecipato come concorrente alla tredicesima edizione de L'isola dei famosi condotta da Alessia Marcuzzi e in onda su Canale 5, classificandosi al quinto posto, venendo eliminato con il 70% dei voti. Conduttore radiofonico di RTL 102.5, da settembre 2019 entra a far parte del cast di Detto fatto, in onda su Rai 2. Nel 2022 partecipa a Back to School, programma condotto da Nicola Savino su Italia 1. Nello stesso anno, è tra i giurati di Miss Italia e conduce, insieme a Senhit, su San Marino RTV la serata finale di Una voce per San Marino 2022, manifestazione volta a selezionare il rappresentante sammarinese all'Eurovision Song Contest 2022. La coppia di conduttori è stata confermata anche per il 2023.

## Filmografia

### Attore

#### Cinema
- 2061 - Un anno eccezionale, regia di Carlo Vanzina (2007)
- A Natale mi sposo, regia di Paolo Costella (2010)

#### Televisione
- Casa Vianello – serie TV (Rete 4, 2005) - cameo

## Programmi televisivi
- Grande Fratello 5 (Canale 5, 2004) - concorrente, vincitore
- Sei un mito (Canale 5, 2005) - giurato
- Modeland (All Music, 2005-2008)
- La vita in diretta (Rai 1, 2006-2008) - opinionista
- Festa italiana (Rai 1, 2006-2007) - opinionista
- Mezzogiorno in famiglia (Rai 2, 2006-2007) - inviato
- Verissimo (Canale 5, 2006-2016) - inviato
- DopoFestival (Rai 1, 2007) - opinionista
- Markette (LA7, 2007-2009) - opinionista
- Chiambretti Night (Italia 1, 2009-2010; Canale 5, 2010-2011) - pianista
- Chiambretti Sunday Show (Italia 1, 2012) - ospite fisso
- L'isola dei famosi 13 (Canale 5, 2018) - concorrente
- Vieni da me (Rai 1, 2018-2019) - tutor
- Detto fatto (Rai 2,  2019-2022) - opinionista
- Back to School (Italia 1, 2022) - concorrente
- Miss Italia (Helbiz Live, 2022) - giurato
- Una voce per San Marino (San Marino RTV, 2022-2023)
- Alessandro Borghese - Celebrity Chef (TV8, 2022) - concorrente